# StarCraft II: Heart of the Swarm
StarCraft II: Heart of the Swarm é um jogo eletrônico para computador de estratégia e ficção científica militar, desenvolvido pela Blizzard Entertainment. Heart of the Swarm é a segunda parte da trilogia StarCraft II, sendo uma expansão para o seu antecessor, o Wings of Liberty.
Este jogo trouxe mudanças em relação aos seus antecessores, com alterações em algumas unidades e no modo multiplayer, além de uma campanha solo que tem como protagonista a personagem Sarah Kerrigan, líder dos Zergs.
Heart of the Swarm vendeu mais de 1,1 milhões de cópias pelo mundo nos primeiros dois dias de vendas, e foi o jogo mais vendido do primeiro trimestre de 2013.
A história e a jogabilidade do game foi bem recebida pelos críticos e pelos fãs.